# أخبار الظراف والمتماجنين
أخبار الظراف والمتماجنين هو كتاب عن مواقف للظراف والمتماجنين، ألفه الحافظ ابن الجوزي (508 هـ - 597 هـ)، يجمع المؤلف في الكتاب نوعين من الأخبار: أخبار الظرف والظرفاء، وأخبار المجون والمتماجنين، وهناك تداخل من نوع ما ما بين الظرف والمجون، لقرب موضوعيهما فالمجون في كتب اللغة، أن لا يبالي الإنسان ما صنع، وأما الظرف فهو التورية عما يوجب الخجل، وتجويد الكلام وبلاغته.
وقد قسم ابن الجوزي كتابه إلى ثلاث أبواب رئيسية الباب الأول: فيما ذكر عن الرجال، وذكر فيه خمسة أقسام: فيما يروى عن الأنبياء عليهم السلام، فيما يروى عن الصحابة، فيما يروى عن العلماء، فيما يروى عن العرب، فيما يروى عن العوام. أما الباب الثاني: فيما يذكر عن النساء، والباب الثالث: فيما ذكر عن الصبيان.